# Valendas
Valendas foi uma comuna da Suíça, no Cantão Grisões, com cerca de 304 habitantes. Estendia-se por uma área de 22,79 km², de densidade populacional de 13 hab/km². Confinava com as seguintes comunas: Castrisch, Flims, Riein, Sagogn, Tenna, Versam.
A língua oficial nesta comuna era o Alemão.

## História
Em 1 de janeiro de 2013, passou a formar parte da nova comuna de Safiental.